# Vachellia

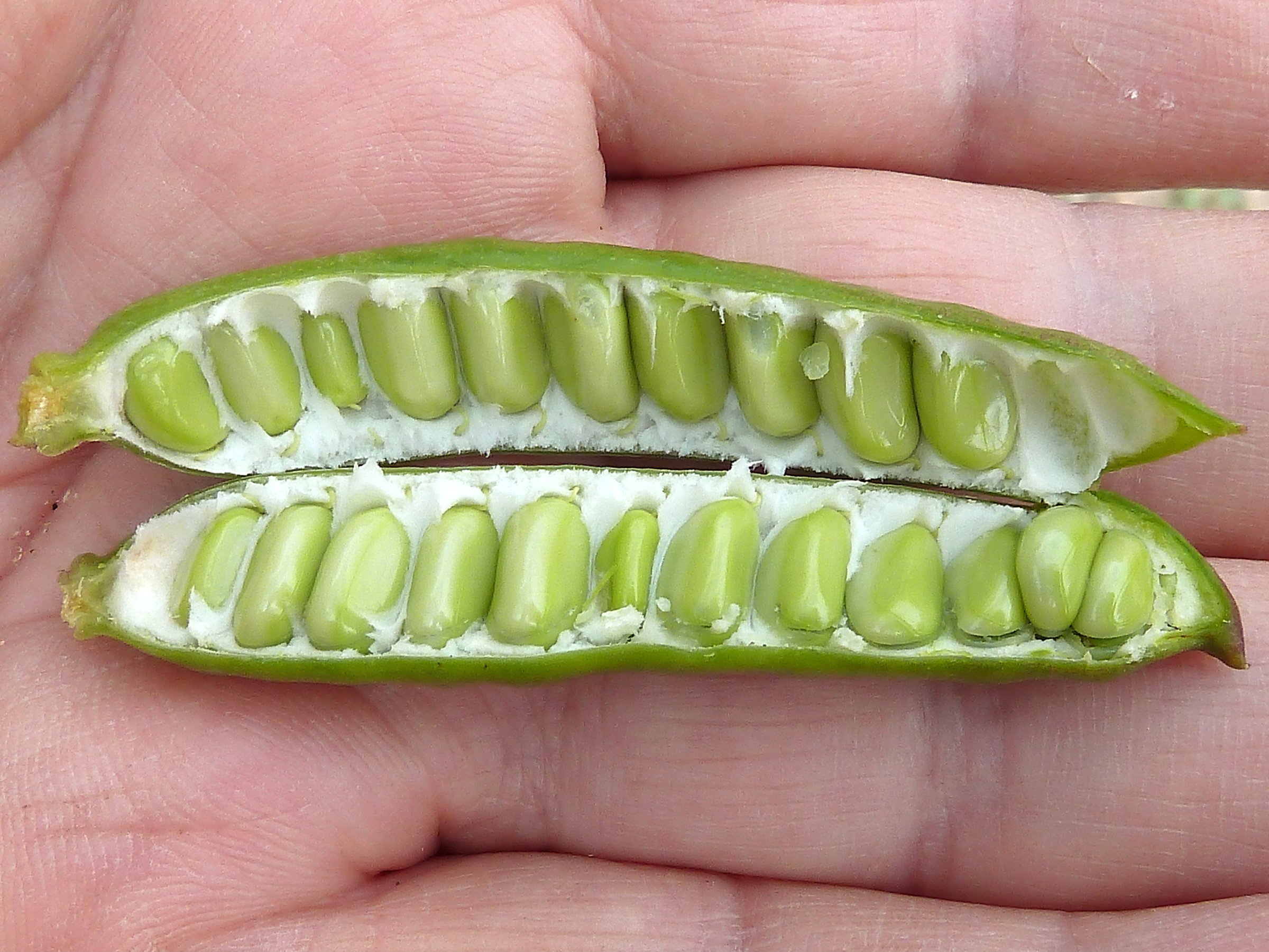
Fruto de Vachellia: vagem imatura aberta com as duas fileiras de sementes embebidas numa polpa esponjosa (Vachellia farnesiana).

Vachellia é um género de plantas com flor pertencente à família Fabaceae (leguminosas), que compreende cerca de 30 espécies validamente descritas. Corresponde ao antigo género Acacia G.S.Mill. pro parte, ou seja ao subgénero Acacia Vassal, táxon reintroduzido com o desmembramento do género Acacia sensu lato em 2005. O género é nativo na América do Sul, Antilhas e África.

## Descrição
Os membros do género Vachellia são arbustos ou pequenas árvores, com ramos providos de espinhos estipulares rectos, folhas bipinadas com 4-8 pares de pinas e glândulas debaixo do primeiro par, em geral do último, e com 10-20 pares de folíolos oblongos lineares praticamente glabros e com pecíolo mais ou menos pubescente.
As inflorescências são constituídas por 2-3 capítulos globulares sustentados por pedúnculos mais ou menos pubescentes que agrupam flores hermafroditas com cálice pentalobulado e corolas tubulares de 5 ou 6 dentes, enquanto os estames, livres, são numerosos. Os frutos cujos caracteres, entre outros, são distintivos do género são vagens mais ou menos cilíndricas, inchadas, parcialmente deiscentes, com uma dupla fileira de sementes imersas numa polpa esponjosa.

## Taxonomia
O género foi descrito por Robert Wight & George Arnott Walker-Arnott e publicado em Prodromus Florae Peninsulae Indiae Orientalis, vol. 1, p. 272 en 1834. A espécie tipo é Vachellia farnesiana (L.) Wight & Arn.
A etimologia do nome genérico utiliza como epónimo o nome do reverendo George Harvey Vachell (1799-1839), capelão da feitoria da British East India Company em Macau, colector de plantas da China.
O género Vachellia inclui as seguintes espécies:
- Vachellia albicorticata (Burkart) Seigler & Ebinger
- Vachellia allenii (D.H. Janzen) Seigler & Ebinger
- Vachellia aroma (Gillies ex Hook. & Arn.) Seigler & Ebinger
- Vachellia astringens (Gillies ex Hook. & Arn.) Speg.
- Vachellia bidwellii (Benth.) Kodela
- Vachellia campechiana (Mill.) Seigler & Ebinger
- Vachellia caven (Molina) Seigler & Ebinger - Aroma-de-Chile ou Caven-de-Chile[14]
- Vachellia clarksoniana (Pedley) Kodela
- Vachellia collinsii (Saff.) Seigler & Ebinger
- Vachellia cookii (Saff.) Seigler & Ebinger
- Vachellia cornigera (L.) Seigler & Ebinger
- Vachellia ditricha (Pedley) Kodela
- Vachellia douglasica (Pedley) Kodela
- Vachellia drepanolobium (Harms ex Sjostedt) P.J.H. Hurter
- Vachellia eburnea (L. f.) P.J.H. Hurter & Mabb.
- Vachellia erioloba (E. Mey.) P.J.H. Hurter
- Vachellia farnesiana (L.) Wight & Arn.
- Vachellia flexuosa (Humb. & Bonpl. ex Willd.) Forero & C. Romero
- Vachellia gerrardii (Benth.) P.J.H. Hurter
- Vachellia guanacastensis (H.D. Clarke, Seigler & Ebinger) Seigler & Ebinger
- Vachellia × gladiata (Saff. (pro sp.)) Seigler & Ebinger
- Vachellia macracantha (Humb. & Bonpl. ex Willd.) Seigler & Ebinger
- Vachellia nilotica (L.) P.J.H. Hurter & Mabb.
- Vachellia pachyphloia (W. Fitzg.) Kodela
- Vachellia pallidifolia (Tindale) Kodela
- Vachellia ruddiae (D.H. Janzen) Seigler & Ebinger
- Vachellia seyal (Delile) P.J.H. Hurter
- Vachellia suberosa (A. Cunn. ex Benth.) Kodela
- Vachellia sutherlandii (F. Muell.) Kodela
- Vachellia tortilis (Forssk.) Galasso & Banfi
- Vachellia tortuosa (L.) Seigler & Ebinger, denominada na Venezuela ahogagato.[15]
- Vachellia valida (Tindale & Kodela) Kodela
- Vachellia xanthophloea (Benth.) P.J.H. Hurter[2]